# Liste der Bürgermeister der Stadt Bad Salzuflen

Bad Salzufler Stadtwappen

Die (noch unvollständige) Liste der Bürgermeister der Stadt Bad Salzuflen führt die bekannten Bürgermeister der lippischen Stadt Bad Salzuflen und ihrer Ortsteile in Nordrhein-Westfalen, ihre Amtszeiten und weitere Informationen.

## Legende
Erklärung der folgenden Tabellen
- 0Stadt Bad Salzuflen, seit dem 1. Januar 19690
- 0heutige Ortsteile, bis zum 31. Dezember 19680
- 0Vorläufer der heutigen Ortsteile0

## Salzuflen / Bad Salzuflen

### Seit 1. Januar 1969
Bis 1999 war das Bürgermeisteramt ehrenamtlich.
| Name                     | Amtszeit                               | Partei | Bemerkung/en | Bild |
| ------------------------ | -------------------------------------- | ------ | --- | ---- |
| Dirk Tolkemitt           | Seit 1. November 2020                  | CDU    | Tolkemitt wurde 1964 in Langenholzhausen geboren, studierte Geschichte und Wirtschaftswissenschaften an der Universität Bielefeld. Er ist verheiratet und hat drei Söhne. Von 2007 bis 2020 war er Stadtkämmerer und Erster Beigeordneter der Stadt Lemgo. Am 13. September 2020 wurde er zum Bürgermeister der Stadt Bad Salzuflen gewählt. |      |
| Roland Thomas            | 21. Oktober 2015 bis 31. Oktober 2020  | SPD    | Thomas wurde 1962 in Ascheberg geboren, er ist verheiratet und hat zwei Kinder. Nach seinem ersten juristischen Staatsexamen kam er zum Referendariat nach Bielefeld und promovierte 2018 zum Doktor der Rechtswissenschaft und war dann beruflich 23 Jahre beim Städte- und Gemeindebund NRW in Düsseldorf tätig. Am 27. September 2015 wurde er zum Bürgermeister der Stadt Bad Salzuflen gewählt. |      |
| Wolfgang Honsdorf        | 1. Oktober 2004 bis 20. Oktober 2015   | SPD    | Honsdorf stammt aus Wetter an der Ruhr, Jurastudium und Promotion in Bochum bzw. Freiburg im Breisgau, verheiratet, drei Kinder; zuvor war Honsdorf Stadtkämmerer (1984 bis 1996), Beigeordneter (seit 1987) bzw. Stadtdirektor (20. Oktober 1996 bis 30. September 1999) |      |
| Gerhard Kleemann         | 1. Oktober 1999 bis 30. September 2004 | CDU    | Kleemann war der erste hauptamtliche Bürgermeister seit 1946; zuvor, seit 1989, stellvertretender Bürgermeister |      |
| Heinz-Wilhelm Quentmeier | 18. Januar 1983 bis 30. September 1999 | SPD    | Quentmeier (* 31. Januar 1935 in Detmold; † 15. Juni 2016 in Wüsten) studierte in Frankfurt am Main, London und Göttingen, Leiter des Gymnasiums Hermannstraße, Oberstudiendirektor am Schulzentrum Aspe, seit 1969 Stadtrat, 1975 bis 1979 Fraktionsvorsitzender der SPD und ab 1979 stellvertretender Bürgermeister; wohnte seit 1969 mit seiner Familie in Wüsten; Träger des Bundesverdienstkreuzes In Quentmeiers Amtszeit fielen der 500. Jahrestag der Verleihung der Stadtrechte am 28. Mai 1988 sowie die Begründung der Städtepartnerschaft mit der brandenburgischen Kreisstadt Luckenwalde (1990). |      |
| Kurt Dröge               | 15. Mai 1975 bis 18. Januar 1983       | CDU    | Dröge (* 19. Januar 1920; † 11. Dezember 2002) war Kaufmann und Journalist, von 1969 bis 1975 stellvertretender Bürgermeister Bad Salzuflens; Träger des Bundesverdienstkreuzes In Dröges Amtszeit fielen die Begründungen der Städtepartnerschaften mit der südfranzösischen Gemeinde Millau (1975) und der englischen Stadt Bridlington (1979) sowie die Einweihung des neuen Rathauses (1977). |      |
| Heinrich Welslau         | 3. April 1969 bis 14. Mai 1975         | SPD    | Welslau (* 20. April 1918 in Asperheide; † 31. Oktober 1991 in Lemgo) war Tischler; erster Bürgermeister der neuen Stadt Bad Salzuflen; zuvor, von 1951 bis 1968, Bürgermeister von Lockhausen; 1957 bis 1969 und vom 26. Februar 1970 (eingetreten für Friedhelm Dohmann) bis 1972 Mitglied des Deutschen Bundestags (MdB) |      |
| Wilhelm Bünemann         | 1. Januar 1969 bis 3. April 1969       | CDU    | Bünemann (* 1890; † 1974), von 1948 bis 1968 Bürgermeister Bad Salzuflens (siehe unten) war in der Übergangszeit Beauftragter für die Wahrnehmung der Aufgaben des Rates und des Bürgermeisters |      |

### Bis 31. Dezember 1968
| Name                                                          | Amtszeit                                         | Partei | Bemerkung/en | Bild |
| ------------------------------------------------------------- | ------------------------------------------------ | ------ | --- | ---- |
| Wilhelm Bünemann                                              | 4. November 1948 bis 31. Dezember 1968           | CDU    | Bünemann (* 1890; † 1974) war Kaufmann und von 1946 bis 1948 Mitglied des Lemgoer Kreistags; stellvertretender Vorsitzender des Heimat- und Verschönerungsvereins (1947 bis 1974), Oberst der Bad Salzufler Schützengesellschaft. Bei den Kommunalwahlen am 9. November 1952, 28. Oktober 1956, 20. März 1961 sowie 27. September 1964 wurde Bünemann im Amt bestätigt. |      |
| Valentin Bodmann                                              | 27. September 1946 bis 4. November 1948          | CDU    | Bodmann (* 1880; † 1965) war Dachdeckermeister, von 1921 bis 1933 Stadtverordneter der Zentrumspartei und 1945 Mitbegründer der Bad Salzufler CDU |      |
| Fritz Büker                                                   | 14. Februar 1946 bis 27. September 1946          | SPD    | Büker (* 1879; † 1962) war Tischler und von 1919 bis 1928 Stadtverordneter; er wurde auf Empfehlung des Landrats Feldmann durch die Militärregierung zum ehrenamtlichen Bürgermeister bestimmt; nach erfolgtem Aufbau einer neuen Parteienlandschaft in Deutschland fand in Bad Salzuflen im September 1946 die erste Gemeindewahl statt und brachte einen erneuten Wechsel im Amt des Bürgermeisters |      |
| Otto Diederich                                                | 9. Oktober 1945 bis 14. Februar 1946             |        | Diederich (* 1909 in Detmold; † 1982) war Jurist, 1941 bis 1945 Weltkriegsteilnehmer; aufgrund der Anfang 1946 eingeführten neuen Gemeindeordnung und -verfassung war Diederich nur wenige Monate im Amt; danach war er bis Ende 1968 Stadtdirektor |      |
| Hans Breiman                                                  | 16. März 1928 bis 1. September 1945              |        | Breimann (* 1884; † 1952) war von 1922 bis 1928 Verwaltungsdirektor in Saarbrücken; in seine Amtszeit fielen die Machtergreifung der Nationalsozialisten und ab 1939 der Zweite Weltkrieg; Breimann, der sich schnell mit den neuen Machthabern arrangierte, wurde in seiner Position niemals in Frage gestellt; die kampflose bzw. formelle Übergabe der Stadt durch Breimann an den Kommandeur des US-Regiments der 84. Infanterie-Division erfolgte am 5. April 1945; nach Überprüfung der persönlichen Verhältnisse und politischen Tätigkeiten durch die britische Militärregierung wurde Breimann am 23. August seines Amtes beurlaubt und zum 1. September enthoben. |      |
| Eberhard Quentin                                              | 8. Dezember 1924 bis Anfang 1928                 |        | Quentin (* 2. Dezember 1878 in Herford; † 12. Oktober 1958), Sohn des Herforder Oberbürgermeisters Louis Quentin, verheiratet mit Ilse, geb. Hasford, zwei Kinder; vor seiner Bad Salzufler Zeit seit 1910 besoldeter Stadtrat in Tilsit, ein Angebot der Bürgermeisterstelle in Lemgo schlug er 1923 aufgrund zu geringer Besoldung aus; in Bad Salzuflen stellte er sich nicht zur Wiederwahl, ging stattdessen als Rechtsanwalt nach Moringen; ab 1934 lebte Quentin als Rechtsanwalt in Hiddesen; in Detmold beigesetzt. |      |
| Richard Barth                                                 | Mai 1919 bis Juli 1922                           |        | Barth (* 1866; † 1925), 1903 bis 1914 Bürgermeister in Gummersbach, vertrat den wegen Krankheit verhinderten bzw. suspendierten Bürgermeister Klappert |      |
| Adolf Klappert                                                | Dezember 1906 bis 1924                           |        | Klappert (* 8. Dezember 1870 in Radevormwald; † 20. April 1950 in Bad Salzuflen) war zuvor Verwaltungsbeamter in Hamborn und von 1905 bis 1907 Gemeindevorsteher von Norderney; verheiratet mit Gertrud, geb. Pollmann, zwei Kinder; wegen eines Disziplinarverfahrens war Klappert von Mai 1919 bis Juli 1922 vom Dienst suspendiert, konnte seine Amtsgeschäfte aber, weil zu seinen Gunsten entschieden wurde, dann weiterführen. In Klapperts Amtszeit fiel die Änderung des Ortsnamens in Bad Salzuflen am 14. April 1914. |      |
| Karl Heldmann                                                 | 16. August 1900 bis August 1906                  |        | Heldmann (* 22. Februar 1872 in Hohenhausen; † 5. November 1914 bei Moorslede in Belgien) absolvierte ein Studium der Rechtswissenschaften in Marburg und Göttingen; vor Salzufler Amtszeit war er erster Ratsherr der Stadtverwaltung in Detmold; ab 1906 Bürgermeister in Eckernförde; Heldmann fiel im Ersten Weltkrieg während der Kämpfe in Flandern. Ihm zu Ehren wurde in Schötmar die Heldmannstraße benannt. |      |
| Karl Schüller                                                 | Juli 1895 bis 1900                               |        | Schüller (* 1856) war zuvor bei der Georgsmarienhütte nahe Osnabrück als Syndikus beschäftigt; er legte sein Bürgermeisteramt offiziell aus „gesundheitlichen Gründen“ nieder – der wahre Grund waren sein Verhalten und daraus folgende Differenzen mit Verwaltung, Stadtverordneten und Ratsherren; später Gemeindevorsteher von Wülfel, dort 1904 wegen Unterschlagungen zu einer Gefängnisstrafe verurteilt; 1913 verliert sich seine Spur … |      |
| Richard Vogeler                                               | 1890 bis 1895                                    |        | Vogeler (* 1854; † 1904) war zuvor als Regierungsreferendar in Lübbecke tätig; er verließ Salzuflen ein Jahr vor Ablauf seiner Amtszeit – angeblich aus Gesundheitsgründen …; unter Vogelers Beteiligung wurde der Salzufler Verschönerungsverein Ende 1894 wiederbelebt |      |
| Albert Ringsdorff                                             | 6. September 1880 bis 22. November 1889 (Flucht) |        | Ringsdorff (* 9. April 1849 in Radevormwald; † 7. August 1933 bei Brake) brachte noch größeres Unheil als sein Vorgänger über Salzuflen: Der zuvor in Ückendorf (heute ein Stadtteil von Gelsenkirchen) tätig gewesene Amtssekretär war vorbestraft und wurde wegen Unterschlagung von weiteren 40.000 Mark vom Detmolder Landgericht zu fünf Jahren und vier Monaten Zuchthaus verurteilt und verlor für fünf Jahre die bürgerlichen Ehrenrechte; er wohnte in der Brüderstraße, später lebte er in Bielefeld. In Ringsdorffs Amtszeit fiel der 400. Jahrestag der Verleihung der Stadtrechte am 28. Mai 1888. |      |
| Eduard Caasmann                                               | 1879 bis Juni 1880                               |        | Caasmann, ehemaliger Leutnant der Reserve, war nur neun Monate im Amt; im Mai wurde ihm nach Beschwerde aus dem Rat ein freiwilliger Rücktritt empfohlen, er verließ Salzuflen heimlich und bat per Brief aus Mainz um Niederlegung seines Amtes aus Krankheitsgründen; nach ordentlicher Übergabe der Amtsgeschäfte Anfang Juni verzog Caasmann nach Herford. |      |
| Heinrich Stümbke                                              | 10. September 1875 bis 1. Oktober 1879           |        | Stümbke (* 1825 in Sachsenhagen; † 1886), zuvor acht Jahre Bürgermeister in seiner Heimatstadt, wurde letztendlich per Losentscheid zum Salzufler Bürgermeister gewählt; 1878 ließ er erstmals für Salzuflen einen gedruckten Verwaltungsbericht erstellen; nach Amtsniederlegung in Salzuflen nahm er die Stelle als Steuerrendant im Lippischen Staatsdienst an. |      |
| Christian Krecke                                              | 13. Oktober 1869 bis 10. September 1875          |        | Krecke (* 1880; † 1890) war Kaufmann; noch 1873 im Amt bestätigt, bat er im Juni 1875 um Entbindung seiner Pflichten, weil „seine Kräfte zur Führung dieses Amtes nicht mehr ausreichten.“ In Kreckes Amtszeit fiel die Gründung des Deutschen Reichs zum 1. Januar 1871. |      |
| Arnold Hasse                                                  | 1867 bis Oktober 1869                            |        | Präsident der Salzufler „Gesellschaft der Freunde zum Grünen Buche“ (1830–1833); nach seiner Bürgermeister-Tätigkeit in Salzuflen, trat er das Amt seines Vaters als Landreceptor in Detmold an. „Bekanntmachung, die Anstellung des Bürgermeisters Hasse zu Salzuflen als Landreceptor betreffend. – Des Fürsten Durchlaucht haben gnädigst geruht, den Bürgermeister Hasse zu Salzuflen zum Landreceptor zu ernennen. Detmold, den 15. September 1869. / Fürstliches Cabinets=Ministerium. Heldman.“ „Des Fürsten Durchlaucht haben gnädigst geruht, dem Rath Hasse bei seinem Ausscheiden aus dem Staatsdienste in Anerkennung der treuen Dienstführung die große silberne Verdienst=Medaille mit dem Bande zu verleihen. Detmold, den 22. October 1869. / Fürstliches Cabinets=Ministerium. Heldman.“ |      |
| Friedrich Capellen                                            | 1835 bis 1867                                    |        | Capellen (* 1792; † 1867) war Kaufmann; für seine Bürgermeistertätigkeit wurde er mit 200 Reichstalern Jahresgehalt entlohnt; nach Zukäufen der Grundstücke Turmstraße 17, 19 und 21 betrieb Capellen an der Ecke Wenken–/Turmstraße eine Zigarrenfabrik, die sein Sohn Ferdinand (1833–1911) weiterführte und später zur größten lippischen Zigarrenfabrik ausbaute; Ferdinand Capellens Sohn war der Komponist Georg Capellen (1869–1934). |      |
| Christian Antze                                               | 1802 bis 1835                                    |        | Antze wurde am 5. Juni 1775 in Blomberg als ältestes von sieben Kindern des dortigen Stadtsyndikus (Stadtrichter), Christian Diederich Antze, und dessen Frau Maria Margarethe, geb. Strücker (1748–1811) geboren; am 16. April 1793 in Jena immatrikuliert; seit 26. November 1803 mit Henriette Johanne Friederike Kellner aus Detmold (5 Kinder) und ab 1. Juli 1820 mit Johanne Wilhelmine Karoline Kuntze aus Salzuflen verheiratet (6 Kinder); Lippischer Rat, Stadtsyndikus und Bürgermeister. Antze starb am 29. November 1845 in Salzuflen an Altersschwäche. |      |
| Johann Christoph Wilhelm Arnold                               | 1799 bis 1802                                    |        | „Salzuflen. Im hiesigen Hypothekenbuche befindet sich auf dem Folium des verstorbenen hiesigen Bürgermeisters Johann Christoph Wilhelm Arnold, jetzt dessen Witwe, auf deren sämmtliche Immobilienüberhaupt, und auf das unter Nummer 80 an der Langenstraße hieselbst liegende Wohnhuas nebst Zubehör insbesondere, unterm 10ten December 1816 für die Curatel der Theodora Kuhfuß eine Darlehensforderung von 1000 Rthl. ingrossirt. Nach Anzeige der Witwe Arnold ist dieselbe einzige Erbin ihrer Schwester, der verstorbenen Theodora Kuhfuß geworden; und dadurch jene Forderung erloschen. Da jedoch das Original=Schulddocument verloren ist; so werden auf den Antrag der Witwe Arnold hiermit alle, welche an der obigen Obligation Ansprüche haben möchten, hiermit öffentlich und peremtorisch vorgeladen, diese so gewiß in den dazu auf den siebzehnten Februar cur., Morgens 10 Uhr, hier am Rathhause angesetzten Termine, spätestens, anzumelden, als sonst die Präclusion erkannt und die Löschung im Hypothekenbuche verfügt werden wird. Salzuflen den 20sten December 1842 / Magistrat daselbst. / Antze.“ – Fürstlich Lippisches Regierungs= und Anzeige=Blatt, Nr.1, 7. Januar 1843 |      |
| Friedrich August Müller                                       | 1792 bis 1799                                    |        | Müller (* um 1747; † 18. Juli 1799) verdankt die Stadt zweckmäßige, polizeiliche Verbesserungen sowie ein besseres Straßenpflaster. „Sanft entschlief, nach dem unerforschlichen Willen des Höchsten, gestern als am 18ten d. M. zu einem bessern Leben, mein mir unvergeßlicher Mann, Friedrich August Müller, Fürstlicher Rath und Bürgermeister hiesiger Stadt, an Hämorrhoidal Umständen, im 52 Jahr seines Alters. Meines und meines seligen Mannes hochgeschätzten Freunden und Bekannten, habe ich diesen für mich so schmerzlichen Verlust hierdurch gehorsamst anzeigen wollen. Ueberzeugt von Ihrer gütigen Theilnahme an meinem großen Schmerz, verbitte ich alle Beileids-Bezeugungen, empfehle mich aber nebst den Meinigen Ihrer ferneren Freundschaft und Gewogenheit gehorsamst. Salzuflen den 19ten Jul. 1799. – Justine Müller, gebohrne Ludewig.“ – Lippisches Intelligenzblatt vom 20. Juli 1799. Müller besaß unter anderem ein „modernes Wohnhaus mit Scheuer, Einliegerhaus und einem beihnahe 4 ScheffelSaat-Gemüs-Gras und Baumgarten“ in Hörstmar, das seine Witwe ab Ende November 1799 verpachten lassen wollte. |      |
| Simon Eberhard Vogt                                           | 1761 bis 1792                                    |        | Der Lohnherr Vogt (* 1718 in Salzuflen; † 13. Dezember 1792 in Salzuflen) war Enkel des Bürgermeisters Hermann Eberhard Vogel (siehe unten). In Vogts Amtszeit fiel der 300. Jahrestag der Verleihung der Stadtrechte am 28. Mai 1788. „Gerichtliche Sachen – In der Nacht vom 8ten auf den 9ten dieses sind dem Hrn. Bürgermeister Vogt allhier mittelst Einbruchs folgende Sachen diebischer Weyse entwendet worden: (…) 6) Ein rother Taften Rock mit einer Kante in gestickten Blumen; 7) Ein Rock von halb seiden Zeug mit blaulichen Streifen; (…) 15) Ein großes feines Sarglaken; (…) 19) Ein neuer Huth mit einer goldenen Tresse. Es werden demnach alle und jede Obrikeiten in Subsidium juvis dienstlich ersucht, darauf achten zu lassen, ob etwa von vorbemeldeten ihres Orts etwas zum Verkauf gebracht werde, dem Befinden nach sich der Verkäufer und der Sachen zu versichern, und davon anhero gefällige Nachricht zu ertheilen, um das weitere gehörigen Orts befördern zu können, welche wir in vorkommenden Fällen zu erwiedern ohnermangeln werden. Salzuflen am 10ten Jun. 1779. – Bürgermeister und Rath hieselbst.“ – Lippisches Intelligenzblatt. 12. Juni 1779 „Vermischte Nachrichten Salzuflen. Meinen Freunden und Verwandten mache ich hiermit die traurige Nachricht bekannt: daß es der Vorsehung gefallen hat, meinen Vater Simon Eberhard Vogt, am 13ten d. Abends gegen 10 Uhr, durch einen sanften Tod, zu den Freuden einer besseren Welt abzurufen. Er starb an einer Entkräftung im 74tsten Jahre seines Alters. Er führte sein Amt als hiesiger Bürgermeister mit der größten Sorgfalt, und war als Vater ein treuer Freund seiner Kinder. Ich bin überzeugt, meine Freunde und Verwandte werden an meinem Verluste wahren Antheil nehmen, und verbitte mir deswegen alle Beileidsbezeugungen gehorsamst. Salzuflen den 21ten Dec. 1792. Joh. Wilh. Vogt.“ – Nachruf im Lippischen Intelligenzblatt. 29. Dec. 1792 |      |
| Otto Heinrich Barkhausen                                      | 1760 bis 1771                                    |        | Barkhausen (* in Salzuflen; † 1771) war Urenkel des Bürgermeisters Jobst Barkhausen († 1647) und Enkel des Bürgermeisters Barthold(us) Barkhausen († 1676); er heiratete Anna Catharina und war damit Schwiegersohn des Bürgermeisters Conrad Varenholtz |      |
| Christoph Vogel                                               | 1754 bis 1776                                    |        | Der Syndikus und Stadtsekretär Vogel (* Salzuflen; † 1776) war Sohn des Bürgermeisters Hermann Eberhard Vogel, Vetter des Kanzleirats Barkhausen und mit Johanne Caroline verheiratet. 1766 war Vogel der Salzufler Verhandlungsführer beim Verkauf des Salzwerks an den Lippischen Landesherrn, Simon August. |      |
| Hermann Florens Schröder                                      | 1752 (?) bis 1757                                |        | Der Beisteher Schröder (* Salzuflen) war Sohn des Bürgermeisters Jost Jakob Schröder und Enkel des Bürgermeisters und Richters von Beckingen |      |
| Conrad Varenholtz                                             | 1747 bis 1756                                    |        | Varenholtz (* in Bielefeld) war Arzt. Sein Schwiegersohn war der Bürgermeister Otto Henrich Barkhausen (siehe oben). |      |
| Jost Jakob Schröder                                           | 1729 bis 1742                                    |        | Der Lohnherr Schröder (* in Salzuflen) war Enkel der Bürgermeister Georg Schröder und Hermann Barkhausen, Schwiegersohn des Bürgermeisters von Beckingen sowie Schwager von Bürgermeister Hermann Eberhard Vogel. Sein Sohn war der später Bürgermeister Hermann Florens Schröder (siehe oben). |      |
| Hermann Arnold Ap(p)elius                                     | 1723 bis 1745                                    |        | Ap(p)elius (* in Salzuflen) war seit 1719 Ratsherr; er wohnte unter anderem im Haus Nr. 18 (später ‚Lange Straße 13‘), in dem viele Jahre zuvor sein Stief-Schwiegervater Bürgermeister Ap(p)elius wohnte |      |
| Hermann Eberhard Vogel                                        | 1720 bis 1751                                    |        | Vogel (* in Salzuflen) war der Enkel des Bürgermeisters Heinrich Vogel, Schwiegervater Pfarrers Johann Gottschalk Krecke sowie Großvater des Salzufler Richters Joh. Florens Krecke. Seit 1701 war Vogel Syndikus und Stadtsekretär, Kommissions- und Landrat. Für den lippischen Grafen übernahm er als „Kommissionsrat“ auch Beratungs- und Untersuchungsaufgaben. Für seine 50-jährige Dienstzeit bekam Vogel 1751 eine silberne Kaffeekanne geschenkt. |      |
| Hermann von Beckingen                                         | 1700 bis 1723                                    |        | Von Beckingen (* in Salzuflen) war von 1679 bis 1703 gräflicher Stadtrichter. Sein Enkel war der spätere Bürgermeister H. F. Schröder (siehe oben). |      |
| Joh. Diedrich Neuhaus                                         | 1685 bis 1699                                    |        | Neuhaus war erster Stadtsekretär (Secretarius), der zusätzlich den Titel Syndicus führte. Er war mit einer Enkelin des Bürgermeisters Veger verheiratet, Ehenachfolger des Bürgermeisters Düntze und Großvater des Bürgermeisters Küster (siehe oben). |      |
| Hermann(us) Barkhausen der Ältere                             | 1685 bis 1709                                    |        | Barkhausen (* in Salzuflen; † 1716) war Jurist, er wohnte im Haus 272. Um 1700 war er der reichste Bürger Salzuflens: Er besaß rund 106 Scheffelsaat und 18½ Viertel Salzwerksanteile. Barkhausen war der Sohn des Bürgermeisters Barthold(us) († 1676) und dessen Frau A. Cath. Fürstenau, Vater des Advokaten Johannes († 1728), des Richters Jobst Henrich († 1737) und des Richters Hermann(us) († 1764) sowie der Schwager des Salzufler Pfarrers Adolf Anton Plesmann († 1720). |      |
| Henrich Schemmel                                              | 1677 bis 1691                                    |        | Lic. Schemmel, wohl aus Hamburg, war Ehenachfolger des Bürgermeisters Fürstenau |      |
| Hermann(us) Witte                                             | 1676 bis 1704                                    |        | Witte (* in Salzuflen) war von 1659 bis 1676 Vogt in Lage. Durch seine Ehe mit A. Cath. Barkhausen war Witte angeheirateter Cousin des Bürgermeisters Herm. Barkhausen. Sein Schwiegersohn war der Pastor Krecke in Heiden. |      |
| Jobst Vogt                                                    | 1674 bis 1683                                    |        | Vogt war seit 1665 Lohnherr |      |
| Henrich Gießenbier der Jüngere                                | 1664/65                                          |        | Gießenbier (* in Salzuflen) war Schwiegersohn des Bürgermeisters Henrich Vogel. |      |
| Jobst Gießenbier                                              | 1656                                             |        | Gießenbier (* in Salzuflen) war Prokurator. Als Kurator unterzeichnete er 1654 einen Vergleich für die Witwe Barckhausen. |      |
| Henrich Vogel                                                 | 1654 bis 1665                                    |        | Vogel (* in Salzuflen) war Bruder des Bürgermeisters Otto Vogel. Mit seinem Mitbürgermeister, Franz Thoval, unterzeichnete Vogel am 19. Februar 1617 die Vereinbarung mit der dem Grafen Simon VII. alle Ansprüche an der Salzufler Saline abgekauft wurden. Als Kommissionsrat übernahm Vogel auch Beratungs- und Untersuchungenfunktionen für den lippischen Grafen. |      |
| Diederich Düntze                                              | 1649                                             |        | Düntze war mit einer Enkelin des Bürgermeisters Veger verheiratet. 1665 war Düntze Lonherr. |      |
| Otto Vogel                                                    | 1649 (?) bis 1663                                |        | Vogel war gebürtig aus Salzuflen |      |
| Theophilus Fürstenau                                          | 1646 bis 1668                                    |        | Fürstenau war Lizentiat der Rechtswissenschaften (Lic. jur.), Stadtsekretär sowie Assessor (Gehilfe) des gräflich Peinlichen Gerichts |      |
| Hermann(us) Barkhausen der Älteste                            | 1645 (?) bis 1672                                |        | Barkhausen (* in Salzuflen; † 1674) war mit Marg. Timmermann aus Herford verheiratet. Wie sein Vorgänger war auch Barkhausen mit seinem Amt bzw. Gehalt nicht einverstanden, nannte das Amt 1948 „eine Plage“, die ihn „schwach mache und am Leben zweifeln lasse“. |      |
| Georg Schröder                                                | 1642                                             |        | Schröder (* in Salzuflen) war von 1636 bis 1641 Rats- und Lohnherr mit einem Jahresverdienst von 30 Talern, 1631 ließ er das Haus 166 am Hafermarkt, heute Turmstraße 23, bauen. Als er 1942 zum Bürgermeister gewählt wurde, lehnte er, aus Angst in der Amtszeit zu wenig Geld (Jahresgehalt = 9 Taler zzgl. Heuwachs und Schlagholz sowie freie Mast für sechs Schweine) zu verdienen, den Posten ab; die Regierung stellte ihm daraufhin einen Adjudanten, der für ihn die Geschäfte erledigte, zur Seite. Schröders Sohn war der Mediziner Johann Schröder, der mit dem „Artzney-Schatz“ das wichtigste Arzneibuch des 17. Jahrhunderts im deutschsprachigen Raum verfasste. – Schröders Enkel war der spätere Bürgermeister Jost Jakob Schröder (siehe oben). |      |
| Johann Veger                                                  | 1633 bis 1656                                    |        | Veger (* in Detmold (?)) war Jurist und 1620 Ratsherr. Er war mit Anna Barkhausen († um 1680) verheiratet und somit Schwiegersohn des Bürgermeisters Jobst Barkhausen. Im Zuge der Pest gründeten Veger, der Kämmerer Schröder und Pastor Loofher im August 1636 eine Begräbnisgesellschaft: Sie verpflichteten sich zum gegenseitigen Beistand bei Krankheit oder Tod. Veger gelangte durch seine aufopfernde Tätigkeit ins „kollektive Gedächtnis“ der überlebenden Bevölkerung, die ihm zu Ehren im Stadtwald am Obernberg die „Vegers Eiche“ zu einem Denkmal erklärte. |      |
| Jürgen (Georg) Krudup                                         | um 1630                                          |        | |      |
| Johann Vogel                                                  | 1625                                             |        | |      |
| Johann (zu) Volkhausen                                        | 1619 bis 1628                                    |        | |      |
| Franz Thoval                                                  | 6. Januar 1611 bis 1623                          |        | Thoval (* um 1560), auch Tofall, stammte aus Oerlinghausen. Er war Sohn des Vogtes Johann Thoval (1513–1545) und der Alheid (geborene Yst, auch Ist oder Isch; ⚭ 4. September 1548) sowie ein Cousin des Salzufler Bürgermeisters Barkhausen. Nach seiner Schulzeit war Thoval für längere Zeit in Lettland im Militärdienst. In erster Ehe war er seit 1586 in Salzuflen mit Margarethe Gießenbier, in zweiter Ehe seit dem 11. November 1603 mit der Witwe des Bartold Bexten, Anna (geborene Alfermann), verheiratet. 1591 war er Vorsteher des Braueramtes, 1603 Mitglied des Salzkollegiums. Mit seinem Mitbürgermeister, Heinrich Vogel, unterzeichnete Thoval am 19. Februar 1617 die Vereinbarung mit der dem Grafen Simon VII. alle Ansprüche an der Salzufler Saline abgekauft wurden. |      |
| Hermann Heilersiek                                            | 1614 bis vor 1635                                |        | Heilersiek war Lizenziat des Rechts, Actuarius (= Schreiber) und Stadtsekretär. Er wohnte unter anderem im Haus Nr. 18, heute Lange Straße 13 |      |
| Jobst Barkhausen                                              | 1603 bis 1645                                    |        | Barkhausen († 1647) war gebürtiger Salzufler und mit Catharina Stuckmann aus Salzuflen verheiratet. Mit ihr hatte er mindestens eine Tochter und drei Söhne, von denen Hermann(us) und Barthold(us) ebenfalls Bürgermeister wurden. |      |
| Henrich Gießenbier der Ältere                                 | um 1603 bis um 1607                              |        | 1603 gehörte Gießenbier dem Salzkollegium an. Vier Jahre später prozessiert Gießenbier mit den Ratsherren und dem Schulrektor gegen den Kantor Bartholomäus Hilarius, der – sollte er dem Gremium nicht folgen – „unter Steinwürfen aus der Stadt getrieben werden sollte“. |      |
| ???                                                           |                                                  |        | ??? |      |
| Johann Gießenbier                                             | ab 1535                                          |        | Johann ist wohl ein weiterer Sohn des Hermann Gießenbier, jüngerer Bruder des Jost Gießenbier und Vater des Henrich Gießenbier. 1552 wurde er – stellvertretend für den Rat – von Graf Bernhard VIII. mit dem westlichen Teil des heutigen Stadtforsts belehnt. |      |
| Johann Storck                                                 | ~ 1520 bis ~ 1544                                |        | 1520 gingen die Herforder Lehnsgüter an Johann Storck. 1533 wurde Storck von Dyrick Homoet beleidigt. |      |
| Jost Gießenbier                                               | 1518 bis 1532                                    |        | Jost (* 1475 in Salzuflen; † um 1552) war Sohn des Hermann Gießenbier. In erster Ehe war er mit Anna von der Lippe, in zweiter Ehe mit Anna Schütte verheiratet. Ihnen gehört das Haus Nr. 9, heute Am Markt 32. 1523 empfing er die lippischen Lehnsgüter der Stadt. |      |
| Hermann Alfermann der Jüngere genannt Geysenbeyr (Gießenbier) | 1502 bis 1512                                    |        | Wohl ein Sohn oder Schwiegersohn des Hermann Alfermann (d. Ä.). Zuvor, von 1487 bis 1490 Ratsherr in Salzuflen. Am 29. April 1508 kauft Alfermann die andere Hälfte des Amtsmeierhofs Seligenwörden; dadurch war die Stadt nun in Besitz aller Äcker, Wälder, Weiden und Wälder am Obernberg. |      |
| Johann Parnagel                                               | bis 1502                                         |        | Seit 1487 war Parnagel Salzufler Ratsmitglied. 1487 kauften Parnagel und der Stadtrat das zerstörte halbe Gut Seligenwörden mit allen Zubehörungen (Feld, Holz, Torf, Wasser und Weide). |      |
| Hermann Alfermann der Ältere                                  | 26. Februar 1474 bis 1503                        |        | Alfermann war seit 1468 Salzufler Ratsherr und Sälzer mit eigenem Salzkotten. Er, seine Frau Mette und ihre Erben ließen das Haus 282, heute Am Markt 23, bauen. Sein Sohn Johann wurde 1509 ebenfalls Ratsherr. In Alfermanns Amtszeit fiel die Verleihung der Stadtrechte am 28. Mai 1488 |      |
| Ludeke Parnagel                                               | bis 1474                                         |        | Parnagel ist zwischen 1464 und 1474 als Ratsherr und (später) Bürgermeister belegt. |      |
| ???                                                           |                                                  |        | ??? |      |
| Hildebrand Borderink                                          | (um) 1375                                        |        | |      |
| Ludolfus Schutte                                              | (um) 1367                                        |        | |      |
| ???                                                           |                                                  |        | ??? |      |
| Hermanno Bernardinch                                          | 12. Mai 1322                                     |        | Erstmals werden in einer Urkunde ein „Burmester“ (Bürgermeister) sowie vier „Konsuln“ (Ratsleute) Salzuflens genannt. |      |

## Holzhausen
1306 wird der Ort als Holthosen erstmals schriftlich erwähnt.
| Name                                    | Amtszeit                                | Partei | Bemerkung/en | Bild |
| --------------------------------------- | --------------------------------------- | ------ | --- | ---- |
| Friedrich Schmidtpott                   | 1964 bis 31. Dezember 1968              | SPD    | |      |
| Gustav Ruthe                            | 1945 bis ?? (kommissarisch) ?? bis 1964 | SPD    | Ruthe war anfangs von den britischen Besatzungsbehörden als kommissarischer Bürgermeister eingesetzt. Bei der ersten demokratischen Wahl nach dem Zweiten Weltkrieg wurde er im Amt „bestätigt“. Zur Wahl 1964 trat er nicht mehr an. Ihm zu Ehren wurde in Holzhausen die Gustav-Ruthe-Straße benannt. |      |
| E. Bröker Gemeindevorsteher             | 27. April 1933 bis ??                   | NSDAP  | |      |
| H. Bökenkamp kommiss. Gemeindevorsteher | 31. März 1933 bis 27. April 1933        | NSDAP  | Bökenkamp war Kaufmann; er wurde auf Beschluss des Kreisausschusses als Kommissar für die Verwaltung der Gemeinde bestellt. |      |
| Gustav Ruthe Gemeindevorsteher          | ?? bis 31. März 1933                    | SPD    | Ruthe war Maurer; er wurde auf Beschluss des Kreisausschusses seines Amtes als Gemeindevorsteher enthoben: „Bekanntmachung. Auf Beschluß des Kreisausschusses ist der Maurer Ruthe seines Amtes als Gemeindevorsteher enthoben und der Kaufmann Bökenkamp in Holzhausen als Kommissar für die Verwaltung der Gemeinde bestellt. Brake i/L. den 31. März 1933. Der Landrat. Zur ortüblichen Bekanntmachung in Holzhausen.“ |      |
| Gustav Quentmeier Gemeindevorsteher     | ... um 1925 ...                         |        | Malermeister; Mitglied des Amtsgemeinderats Schötmar |      |
| E. Baumgarte Gemeindevorsteher          | 10. April 1919 bis ??                   |        | Das Vorstehergehalt betrug 300 Mark im Jahr. |      |
| ??                                      | vor 1919                                |        | |      |

## Lockhausen
Lockhausen wurde erstmals 1158 als Lochusin schriftlich erwähnt und am 1. Januar 1969 ein Ortsteil der neuen Stadt Bad Salzuflen.
| Name                                    | Amtszeit                               | Partei | Bemerkung/en | Bild |
| --------------------------------------- | -------------------------------------- | ------ | --- | ---- |
| Heinrich Welslau                        | 18. Oktober 1951 bis 31. Dezember 1968 | SPD    | Welslau (* 20. April 1918 in Asperheide; † 31. Oktober 1991 in Lemgo), wohnhaft in Lockhausen Nr. 105, war zuvor als Tischler beschäftigt. Nach seiner Amtszeit in Lockhausen war er vom 3. April 1969 bis zum 14. Mai 1975 erster Bürgermeister der neuen Stadt Bad Salzuflen; 1957 bis 1969 und 1970 bis 1972 Mitglied des Deutschen Bundestags (MdB) Stellvertretende Bürgermeister waren Firedrich Klüber (bis November 1952), Rudolf Baier (November 1952 bis Oktober 1956) und Heinz Schmidtpott (November 1956 bis 31. Dezember 1968) |      |
| Wilhelm Droste                          | 14. April 1949 bis 10. Oktober 1951    | SPD    | Droste wohnte im Haus Lockhausen Nr. 108. Stellvertretender Bürgermeister war Friedrich Kübler (14. April 1949 bis 10. Oktober 1951; auch SPD) |      |
| Robert Höcker                           | 23. September 1946 bis 8. April 1949   | SPD    | Höcker wohnte im Haus Lockhausen Nr. 144. Stellvertretender Bürgermeister war Wilhelm Droste (23. September 1946 bis 14. April 1949; auch SPD) |      |
| Ernst Bicker jr.                        | 4. Mai 1945                            |        | Bicker jr. wurde von der Militärregierung zum Bürgermeister ernannt. |      |
| August Schröder Gemeindevorsteher       | 5. Februar 1936 bis April 1945         |        | wurde zum Bürgermeister ernannt |      |
| Ernst Ritter Gemeindevorsteher          | 28. März 1933                          |        | Ritter wohnte in Westervinnen Nr. 1 |      |
| August Koring jr. Gemeindevorsteher     | 8. August 1919 bis 1933                |        | Koring junior kam vom Gut Vinnen, er war Landwirt und Mitglied des Amtsgemeinderats Schötmar. |      |
| Willibald Koring jr. Gemeindevorsteher  | 31. März 1919 bis ??.?.1919            |        | Koring junior wohnte im Haus Lockhausen Nr. 5 und war nur für drei Monate im Amt: Er verstarb während einer Badekur in Pivitsheide. |      |
| Gottlieb Hellemann Gemeindevorsteher    | 21. Oktober 1898 bis 1918              |        | Hellemann wohnte im Haus Büxten Nr. 6. Sein Jahresgehalt betrug 1906 einhundert Mark. |      |
| August Koring sen. Gemeindevorsteher    | 1888 bis 1898                          |        | Koring senior wohnte auf dem Gut Vinnen |      |
| Berning Gemeindevorsteher               | 1886 bis 1887                          |        | Da Zieglermeister Berning die in ihn gesteckten Erwartungen nicht erfüllte, wurde er nach zwei Jahren Amtszeit abgewählt. |      |
| Willibald Koring sen. Gemeindevorsteher | 1875 bis 1885                          |        | Koring senior wohnte im Haus Lockhausen Nr. 5. |      |
| Wilhelm Büxten Gemeindevorsteher        | 1844 bis 1875                          | DFP    | Büxten (* 1. November 1810 in Lockhausen-Büxten; † 17. Juni 1892 in Salzuflen), wohnhaft Büxten Nr. 6, war von 1859 bis 1889 Mitglied des Lippischen Landtags und dort ab 1865 auch Ausschuss-Deputierter; am 11. April 1878 wurde Büxten an Stelle des verstorbenen Franz Hausmann zum Reichstagsabgeordneten gewählt und vertrat für die Deutsche Fortschrittspartei bis 1887 den Wahlkreis Lippe-Detmold |      |

## Retzen
Bis 1922 gab es die Bauernschaft Retzen-Papenhausen.
Die Gemeinde Retzen wurde am 1. März 1923 durch Ausgliederung aus der bisherigen Gemeinde Retzen-Papenhausen neu gebildet.
Zum 1. Januar 1969 wurde Retzen im Zuge der kommunalen Neuordnung des Landes Nordrhein-Westfalen in die Großgemeinde Bad Salzuflen eingegliedert. In der Zeit der Selbständigkeit amtierten fünf Bürgermeister – bis 1935 Vorsteher genannt.
| Name             | Amtszeit                              | Partei | Bemerkung/en | Bild |
| ---------------- | ------------------------------------- | ------ | --- | ---- |
| Gustav Schormann | 2. Februar 1960 bis 31. Dezember 1968 |        | Schormann war bis zum Tod Wilhelm Blankes dessen Stellvertreter. Unter Schormanns Leitung fand am 30. Dezember 1968 von 20 bis 20.45 Uhr im Retzener Hof die letzte Retzener Gemeinderatssitzung statt. Schormann zu Ehren wurde in den 1980ern eine neugebaute Straße in Retzen als Gustav-Schormann-Straße benannt. |      |
| Wilhelm Blanke   | 1946 bis 2. Februar 1960              |        | Blanke (* 20. März 1903 in Grastrup auf der Kochheide; † 2. Februar 1960) erlernte nach dem Besuch der Retzer Schule den Maurerberuf; als Bürgermeister war er gleichzeitig Schulverbandsvorsteher. Blanke zu Ehren wurde die Gartenstraße in Wilhelm-Blanke-Straße umbenannt. |      |
| Karl Steinhage   | ... bis 1946                          |        | Schmiedemeister Steinhage gründete 1927 mit seinem Bruder Wilhelm in der neuerbauten Schmiede in Retzen einen Betrieb für Hufbeschlag, Reparatur landwirtschaftliche Geräte und den Bau von Ackerwagen; später wurde Steinhage durch die Militärregierung als kommissarischen Bürgermeister eingesetzt, dann aber aufgrund der ersten Bürgermeisterwahl nach dem Zweiten Weltkrieg durch den gewählten Wilhelm Blanke (siehe oben) abgelöst. |      |
| Albrecht Bicker  | ... bis ???                           |        | Bicker (* 17. März 1875 in Retzen; † 18. Januar 1955) war Landwirt, er übernahm 1910 den Hof seiner Mutter, der zu den ältesten Siedlungsstätten im nordwest-lippischen Raum zählte. Bicker war verheiratet und hatte acht Töchter. Bis 1993 war er Abgeordneter im lippischen Landes- und Kreistag. Ihm zu Ehren wurde die Albrecht-Bicker-Straße in Retzen benannt.                                                                        |      |
| Gustav Burmeier  | 1923 bis mind. 1925 Gemeindevorsteher |        | Burmeier war Landwirt und Mitglied des Amtsgemeinderats Schötmar. |      |

## Schötmar
1231 wurde anlässlich einer Neuordnung der Diözese Paderborn Scutemere erstmals urkundlich erwähnt. Etwa 700 Jahre später, erst im Jahr 1921, während der Amtszeit Gustav Beckmanns, erhielt Schötmar die Stadtrechte.
Am 1. Januar 1969 wird die Stadt Schötmar aufgrund des § 3 des Gesetzes zur Neugliederung des Landkreises Lemgo (Lemgo-Gesetz) mit der bisherigen Stadt Bad Salzuflen und den Gemeinden Biemsen-Ahmsen, Ehrsen-Breden, Grastrup-Hölsen, Holzhausen, Lockhausen, Papenhausen, Retzen, Werl-Aspe, Wülfer-Bexten und Wüsten zur neuen Stadt Bad Salzuflen zusammengeschlossen, die damit Rechtsfolgerin der vorgenannten Städte und Gemeinden ist.
| Name                      | Amtszeit                                                                          | Partei | Bemerkung/en | Bild |
| ------------------------- | --------------------------------------------------------------------------------- | ------ | --- | ---- |
| Paul Theis                | 28. Oktober 1956 bis 31. Dezember 1968                                            | SPD    | Theis wurde 1956 zum Bürgermeister gewählt und bei den Wahlen am 20. März 1961 sowie 27. September 1964 im Amt bestätigt. |      |
| Herbert Küster            | 30. Juni 1953 bis 27. Oktober 1956                                                | FDP    | Küster (* 14. April 1896 in Schötmar als einziges Kind von Ernst und Emma Küster (geb. Mestwerdt); † 12. August 1978); kaufmännische Ausbildung unter anderem in Bremen; ab 1921 bis 1974 (Mit-)Eigentümer des Kolibri-Werks (Kamm- und Haarschmuckfabrik) in Schötmar; erste Ehe 1924 mit Charlotte Meidinger (1903–1961) / vier Kinder; zweite Ehe 1947 mit Hertha Brosowski (1904–1993); von 1945 bis 1974 Präsident der IHK Detmold, Mitglied der Schömarer Schützengesellschaft und der Freimaurerloge „Zur Rose am Teutoburger Walde“. 1927 ließ Küster nach Plänen des Architekten Gustav Meßmann eine Villa (heute Erikastraße 8) errichten, die seit 1991 als Baudenkmal eingetragen ist.                                                                                         |      |
| Wilhelm Bergmann          | 1946 bis 30. Juni 1953                                                            | SPD    | Bergmann (* 1899; † 1982) trat nach seiner Amtszeit am 30. Juni 1953 die Nachfolge des Stadtdirektors Beckmann an. |      |
| Gustav Beckmann           | ab 1919 als Gemeindevorsteher 1. April 1921 bis 6. Februar 1946 als Bürgermeister |        | Beckmann (* 6. August 1887 in Knetterheide; † 3. September 1977 in Hiddesen) war vom 1. April 1902 bis zum 30. September 1904 beim Fürstlichen Verwaltungsamt Schötmar beschäftigt; nach Stellen in Detmold, Gelsenkirchen, Gescher, Recklinghausen, Dotzheim (1916–1919 Bürgermeister) und Allenstein kam er 1919 als Gemeindevorsteher nach Schötmar zurück; mit Erlangung der Stadtrechte 1921 wurde Beckmann Bürgermeister und im Dezember 1945 von der Militärregierung im Amt bestätigt; am 6. Februar 1946 zum Stadtdirektor gewählt; in den Ruhestand wurde er zum 31. August 1953 verabschiedet; 1965 zog Beckmann von Schötmar nach Hiddesen, wo er 1977, kurz nach seinem 90. Geburtstag, verstarb. In Beckmanns Amtszeit fiel die Verleihung der Stadtrechte am 1. April 1921. |      |
| Beining                   | 1915 bis 1919 Gemeindevorsteher                                                   |        | Rendant Beining vertrat Quest während des Ersten Weltkriegs |      |
| Quest                     | 1910 bis 1915 Gemeindevorsteher                                                   |        | Quest kam gebürtig aus Lage |      |
| Martens                   | 1905 bis 1910 Gemeindevorsteher                                                   |        | Martens war zuvor Bürgermeister in Schwalenberg. In Schötmar wurde er zum ersten hauptamtlichen Gemeindevorsteher berufen. |      |
| Eduard Wolff              | 1899 bis August 1905 Gemeindevorsteher                                            | FVp    | Wolff (* 1855 in Schötmar; † 19. August 1905) stieg, wie sein vier Jahre jüngerer Bruder Carl (1859–1897), nach einer kaufmännischen Ausbildung in das Unternehmen des Vaters Friedrich (1829–1886) ein: eine Zigarrenfabrik, der älteste Industriebetrieb Schötmars; für den Wahlkreis Schötmar-Oerlinghausen gehörte er von 1896 bis zu seinem Tod dem Lippischen Landtag an. Wolff zu Ehren wurde die ehemalige Schötmarer Bahnhofstraße in den 1930er Jahren in Eduard-Wolff-Straße umbenannt. |      |
| August Wilhelm Brüggemann | 1892 bis 1899 Gemeindevorsteher                                                   |        | Brüggemann war mit Emilie, geb. Hülsemann, verheiratet; ihre jüngste Tochter, Clara, verlobte sich im August 1876 mit einem Herrn von Hunteln aus Hanau. |      |
| Hündersen                 | 1890 bis 1892 Gemeindevorsteher                                                   |        | Hündersen war Kaufmann von Beruf |      |
| August Nagel              | 1880 bis 1890 Gemeindevorsteher                                                   |        | Nagel starb 1890 |      |
| Louis Korte               | 1874 bis 1880 Gemeindevorsteher                                                   |        | Korte (* 1830; † 1907) war Schlossermeister |      |
| Friedrich Küster          | 1869 bis 1874 Gemeindevorsteher                                                   |        | Küster war ebenfalls Kaufmann |      |
| Carl Friedrich Wolff      | 1851 bis 1869 Gemeindevorsteher                                                   |        | Carl Friedrich Wolff war Kaufmann und wohnte im Haus Nr. 32. Sein Gehalt einschließlich aller Auslagen betrug zehn, ab der Wiederwahl im Jahr 1859 20 Taler pro Jahr. |      |

## Werl-Aspe
Werl wurde erstmals 1191 als Werle schriftlich erwähnt. Die älteste schriftliche Erwähnung von Aspe als Haspa wird auf 1015 datiert. Der Ortsteil Knetterheide wurde wahrscheinlich erstmals 1674 als Kneterhede erwähnt.

Am 1. Januar 1969 wurde Werl-Aspe ein Ortsteil der neuen Stadt Bad Salzuflen.
| Name                  | Amtszeit                              | Partei | Bemerkung/en | Bild |
| --------------------- | ------------------------------------- | ------ | --- | ---- |
| August Schuckenbäumer | spät. Juli 1945 bis 31. Dezember 1968 | SPD    | Schuckenbäumer (* 1902; † 1972) war Tischler, bei Haarmann & Dinklage in Schötmar beschäftigt; 1945 von der Militärregierung zum kommissarischen Bürgermeister bestimmt, bei der Kommunalwahl am 15. September 1946 im Amt bestätigt; am 27. Dezember 1968 fand die letzte Gemeinderatssitzung statt; von 1969 bis 1975 Mitglied des Rates der Stadt Bad Salzuflen                                       |      |
| Wilhelm Saak          | 1933 bis spät. Juli 1945              | NSDAP  | Saak (* 1896 in Luhe; † 1970), wohnhaft in Werl Nr. 60, heute Weinbergstraße 56, arbeitete bei der Firma Hattendorf & Held in Schötmar als Werksmeister. Seit April 1933 Gemeindevorsteher, ab August 1934 Vorsitzender des Gemeindeausschusses und aufgrund der Neufassung der Gemeindeordnung ab Mai 1935 erster Bürgermeister von Werl-Aspe. Er behielt dies Amt bis zum Ende des Zweiten Weltkriegs. |      |
| Wilhelm Schmidtpott   | 1925 bis 1933 Gemeindevorsteher       | SPD    | Schmidtpott (* 1894; † 1964) war Schuhfabrikant, Werlerfeld 213, heute Kreuzweg 4. Er übernahm 1925 (die SPD siegte bei der Kommunalwahl mit 63,2 % aller gültigen Stimmen) das Amt des Gemeindevorstehers und wurde durch die Wahlen 1928 (65,8 %) als auch im Januar 1932 (57,0 %) als Gemeindevorsteher bestätigt; Mitglied des Amtsgemeinderats Schötmar.                                            |      |
| Albrecht Busse        | 1912 bis 1925 Gemeindevorsteher       |        | Busse (* 1863; † 1947) war Landwirt, Werl Nr. 1, heute Am Meierhof 1. |      |
| Friedrich Niewald     | 1892 bis 1912 Gemeindevorsteher       |        | Niewald (* 1855; † 1935), der auch als Schiedsmann tätig war, war Landwirt auf Aspe Nr. 13, heute Fritz-Niewald-Weg 3, und mit Pauline, geb. Görries, verheiratet. |      |
| Wilhelm Meyer         | 1877 bis 1892 Gemeindevorsteher       |        | Meyer (* 1821; † 1896) war Landwirt auf Werl Nr. 3, heute Am Meierhof 2. |      |
| Ulrich Knollmann      | ~ 1844 bis ??? Gemeindevorsteher      |        | Torbogeninschrift am ehemaligen Haus „Werl-Aspe Nr. 12“ in Aspe: ULRICH KNOLLMANN UND HENNRIETTE KNOLLMANN GEBORENE SCHIERNEKER AUS PAPENHAUSEN HABEN DIESES HAUS MIT GOTTES HULFE ERBAUEN LASSEN IM IAHR 1832 |      |

## Wülfer-Bexten
Sowohl Bexten wie auch Wülfer wurden erstmals im 11. Jahrhundert unrkundlich erwähnt. 1920 wurden beide zur neuen Gemeinde Wülfer-Bexten zusammengelegt.
Bis zur Eingemeindung nach Bad Salzuflen am 1. Januar 1969 war Wülfer-Bexten eine selbstständige Gemeinde im Kreis Lemgo.
1. April 1920 bis 31. Dezember 1968
| Name                                         | Amtszeit                | Partei | Bemerkung/en | Bild |
| -------------------------------------------- | ----------------------- | ------ | --- | ---- |
| Beckmann                                     | um 1966                 |        | |      |
| Richard Husemann Gemeindevorsteher in Wülfer | um 1909 bis um 1925 ... |        | Landwirt; Mitglied des Amtsgemeinderats Schötmar In Husemanns Amtszeit fiel der Gemeindezusammenschluss: Am 1. April 1920 wurde die Gemeinde Wülfer, als die Meierei Bexten hinzukam, in Wülfer-Bexten umbenannt. |      |
| Schormann Gemeindevorsteher in Bexten        |                         |        | |      |

## Wüsten
Wüsten wurde namentlich erstmals 1493 als Woisten schriftlich erwähnt. Vereinzelte Höfe lagen an den Talrändern der Woiste. Lediglich die Salzsieder Bad Salzuflens nutzten die Woiste zum Holzschlag für ihre Betriebe: Graf Bernhard zur Lippe gestattete 1560 dem Salzufler Rat für jährlich 20 Taler den Holzabbau in Wüsten.
Am 1. April 1939 wurden die beiden Gemeinden Ober- und Unterwüsten zur Gemeinde Wüsten zusammengeschlossen. Sie bestand nur etwa dreißig Jahre, denn am 1. Januar 1969 wurde die Gemeinde Wüsten in die Stadt Bad Salzuflen eingegliedert.
1. April 1939 bis 31. Dezember 1968
| Name                | Amtszeit                          | Partei | Bemerkung/en | Bild |
| ------------------- | --------------------------------- | ------ | --- | ---- |
| Gustav Sprick       | … bis um 1965                     |        | ??? wohl auch im Rat und Verwaltungsvorstand der Stadt/Großgemeinde Bad Salzuflen ??? |      |
| Rauchschwalbe       | um 1961 (?)                       |        | |      |
| Buschmeier          | … bis um 1959                     |        | |      |
| Gustav Kaspersmeier | Oktober 1945 bis mind. Mitte 1946 |        | Simon Heinrich Gustav Kaspersmeier (* 1. Dezember 1896 in Oberwüsten; † 12. Juli 1959), im Volksmund „Katten Jutten“ genannt, wohnhaft in Oberwüsten Nr. 25, später Nr. 257, war Landwirt, seit 1940 dem Kirchenvorstand angehörig; nach seiner Amtszeit als Bürgermeister erster Gemeindedirektor Wüstens |      |
| ???                 | 1. April 1939 bis                 |        | ??? |      |

### Oberwüsten, bis 31. März 1939
| Name                           | Amtszeit                              | Partei | Bemerkung/en | Bild |
| ------------------------------ | ------------------------------------- | ------ | --- | ---- |
| ???                            |                                       |        | ??? |      |
| Gustav Mügge Gemeindevorsteher | … um 1925 …                           |        | Friedrich Gustav Adolf Mügge (* 27. Oktober 1893; † 20. März 1941) war Hoferbe (Oberwüsten Nr. 11), heiratete 1923 Minna Laura Nebel, geb. Wienböker (Oberwüsten Nr. 15) und hatte mit ihr drei Kinder. Mitglied des Amtsgemeinderats Schötmar. |      |
| Friedrich August Lohmeier      | ab Anfang der 1900er für lange Zeit … |        | Lohmeier (* 26. März 1850; † 1. Februar 1930) war die zweite Lohmeier-Generation auf dem „Kixmöllers Hof Oberwüsten Nr. 1“, heute „Pillenbrucher Straße 21“; er war Landwirt und Forellenzüchter.                                               |      |
| ???                            |                                       |        | ??? |      |

### Unterwüsten, bis 31. März 1939
| Name                                         | Amtszeit          | Partei | Bemerkung/en | Bild |
| -------------------------------------------- | ----------------- | ------ | --- | ---- |
| ???                                          |                   |        | ??? |      |
| Gustav Schalk Gemeindevorsteher              | vor 1910 bis 1930 |        | Simon Albrecht Gustav Schalk (* 31. Juli 1874 in Unterwüsten; † 27. November 1930 ebenda) war Mitglied des Lippischen Landtags und Präsident der Landwirtschaftskammer; viele Jahre war er im Wüstener Kirchenvorstand, Kirchenältester und auch Mitglied der Synode der Lippischen Landeskirche; Mitglied des Amtsgemeinderats Schötmar |      |
| Wilhelm Schemmel Gemeindevorsteher           | … 1901 …          |        | Wilhelm Ludwig August Schemmel (* 21. August 1839 in Unterwüsten; † 18. November 1909 an einem Schlaganfall) war Gutsbesitzer, konservativer Politiker und Mitglied des Lippischen Landtags. Mit seiner Frau Emilie, geborene Klocke, hatte er zwei Töchter, von denen aber eine bereits im Kleinkindalter verstarb.                     |      |
| ???                                          |                   |        | ??? |      |
| Johann Henrich Ties(meier) Gemeindevorsteher | … bis …           |        | Ties(meier), geb. Meierjohann (* um 1743; † 1. August 1813), war 40 Jahre lang Gemeindevorsteher. |      |
| ???                                          |                   |        | ??? |      |